# Zespół IPEX
Zespół IPEX, Sprzężony z chromosomem X zespół dysregulacji immunologicznej, poliendokrynopatii i enteropatii (ang. immunodysregulation polyendocrinopathy enteropathy X-linked syndrome, IPEX) – rzadki, genetycznie uwarunkowany pierwotny zespół niedoboru odporności, który charakteryzuje triada objawów klinicznych: enteropatia z przewlekłą biegunką, endokrynopatia i zapalenie skóry.
Genetyczne podłoże zespołu IPEX wiąże się z mutacją białka, czynnika transkrypcyjnego FOXP3, kodowanego przez gen, o tej samej nazwie, znajdujący się na chromosomie X (locus Xp11.23). To białko jest odpowiedzialne za powstawanie limfocytów T regulatorowych (Treg) o fenotypie CD4+ CD25+.
U chłopców występuje aktywacja limfocytów T z nadprodukcją cytokin oraz zaburzenia autoimmunologiczne z obecnością różnorodnych autoprzeciwciał. Powoduje to ciężkie zaburzenia układu immunologicznego z występowaniem m.in. chorób autoimmunologicznych: enteropatii, cukrzycy typu 1, niedokrwistości autoimmunohemolitycznej, niedoczynności przysadki, tarczycy oraz zmian skórnych o charakterze wyprysku (egzemy) lub łuszczycopodobne, nefropatii błoniastej oraz nawracających zakażeń. Powoduje to, że chłopcy z zespołem IPEX bez leczenia umierają zwykle przed 2 rokiem życia.
Możliwe sposoby leczenia przyczynowego obejmują zastosowanie leków immunosupresyjnych (cyklosporyna, takrolimus, sirolimus), a następnie wykonanie przeszczepu szpiku kostnego.